# Сарнонико
Сарнонико (итал. Sarnonico) је насеље у Италији у округу Тренто, региону Трентино-Јужни Тирол.
Према процени из 2011. у насељу је живело 647 становника. Насеље се налази на надморској висини од 985 м.

## Становништво
Према резултатима пописа становништва 2011. у општини је живело 749 становника.
| 1931. | 1936. | 1951. | 1961. | 1971. | 1981. | 1991. | 2001. | 2011. |
| ----- | ----- | ----- | ----- | ----- | ----- | ----- | ----- | ----- |
| 783   | 771   | 677   | 683   | 622   | 591   | 584   | 662   | 749   |